# Levitação acústica
Levitação acústica é um método para suspender matéria, em determinado meio, através da aplicação de pressão de radiação acústica de intensas ondas de som no ambiente em questão. Levitação acústica é possível devido aos efeitos não lineares das ondas sonoras intensas.
Alguns métodos podem levitar objetos com sons inaudíveis ao ouvido humano, como o demonstrado no Otsuka Lab. Há muitas maneiras de criar esse efeito, como utilizar uma onda por debaixo do objeto e refleti-la de volta para a onda, através do emprego de um tanque de vidro acrílico para criar um campo acústico de grandes dimensões.
Levitação acústica é geralmente usada em processamento sem contêiner, que ganha cada vez mais importância devido ao pequeno tamanho e pouca resistência dos microchips, e de coisas assemelhadas nos diversos ramos da indústria tecnológica. Processamento sem contêiner também é usado em aplicações que demandam materiais de um alto grau de pureza, ou reações químicas que tendem a acontecer rigorosamente em um espaço delimitado. Esse método é de controle mais complexo do que outros que empregam esse tipo de processamento, como a levitação eletromagnética, porém com a vantagem de conduzir materiais não condutores
Em 2013, a levitação acústica progrediu do estágio "sem movimento" para o nível em que se pode controlar o movimento de objetos pairando, uma habilidade muito útil nas indústrias eletrônica e farmacêutica. Um protótipo de uma matriz quadrado de emissores acústicos, similar a um tabuleiro de xadrez, é capaz de mover objetos de um quadrado para outro, através da lenta diminuição da intensidade sonora emitida de um quadrado, enquanto aumentava a intensidade sonora do outro.
Não há limite teórico conhecido para o que a levitação acústica pode levantar, desde que se forneça uma quantidade de som vibratório proporcional, mas a tecnologia atual é capaz de erguer apenas alguns quilogramas. Levitadores acústicos tem suas maiores aplicações voltadas à indústria e para pesquisadores de efeitos antigravidade, como a NASA.